# Cadbury
För andra betydelser, se Cadbury (olika betydelser).
Cadbury är ett konfektyrföretag med huvudkontor i Berkeley Square, London, England, ägt av Mondelēz International. Företaget hette 1969–2008 Cadbury Schweppes och tillverkade förutom konfekt även drycker.

## Historia
Cadbury grundades 1824 av John Cadbury som en te- och kaffebutik i Birmingham. John Cadbury framställde även kakao och chokladdrycker. Butiken gick bra och 1831 startade han tillverkning i större skala i Birmingham. 1897 producerade Cadbury sin första chokladkaka. Familjen Cadbury var framstående medlemmar av det engelska kväkarsamfundet och tog därför avstånd ifrån alkoholhaltiga drycker.[källa behövs]
1969 följde sammanslagningen med Schweppes. 1978 köpte bolaget amerikanska chokladtillverkaren Peter Paul. 1986 såldes delar av bolaget av i en management buyout. Bolaget expanderade genom att ta över Canada Dry och köpte in sig i Dr Pepper och avancerade därmed till att vara världens tredje största läskedryckstillverkare. 2000 sålde Triarc sin verksamhet med märkena Snapple, Mistic och Stewart's till Cadbury Schweppes och senare samma år Royal Crown.
2008 beslutades delningen av bolagets verksamheter och dryckestillverkningen avyttrades och går nu under namnet Dr Pepper Snapple Group. 
Cadbury Schweppes är för närvarande[när?] den enda större internationella konfektproducenten med varustämpeln Fairtrade och ekologiska matprodukter, som säljs genom dotterbolaget Green & Black's.[källa behövs]